# Bechtel
 Bechtel Corporation (también denominado Bechtel Group) es la mayor compañía dedicada a la ingeniería de los Estados Unidos, se sitúa en el número siete del ranking de mayores empresas privadas del país. Tiene su sede en la californiana ciudad de San Francisco, Bechtel tiene 44.000 empleados trabajando a fecha de 2009 en cerca de 50 países de todo el mundo obteniendo 31.4 mil millones de dólares en ingresos.
Bechtel participó en la creación de la Presa Hoover en los años treinta del siglo pasado. También se ha involucrado en otros proyectos de construcción de alto nivel, incluido el Eurotúnel, numerosos proyectos energéticos, refinerías, plantas de energía nuclear, el BART, la ciudad industrial de Jubail y el Kingdom Centre en Arabia Saudí, el Aeropuerto Internacional de Hong Kong, el Big Dig de Boston (proyecto de soterramiento de la principal autovía de la ciudad mediante un túnel de 5,6 km de largo y la creación de otras infraestructuras en su zona), la reconstrucción de las infraestructuras civiles de Irak financiadas por la Agencia de los Estados Unidos para el Desarrollo Internacional (USAID por sus siglas en inglés), y la instalación de 35.000 camiones tráiler y casas móviles para las víctimas del huracán Katrina en Misisipi.
La familia Bechtel ha sido propietaria de la compañía desde 1945. El tamaño de la corporación, su influencia política, y su inclinación por la privacidad la han hecho que sea sujeto de investigación para periodistas y políticos desde los años treinta del siglo pasado. Bechtel ha mantenido relaciones cercanas con funcionarios de muchas de las administraciones estadounidenses. La compañía también mantiene fuertes lazos de unión con otros gobiernos, particularmente con la Familia Real Saudí.
El año 2000 Bechtel fue expulsada de Bolivia por promover una medida que buscaba privatizar el agua de Cochabamba. Recientemente, Bechtel ha sido objeto de críticas por la supuesta mala gestión del proyecto Big Dig de Boston, la extracción ilegal de recursos materiales en la República Democrática del Congo, sus supuestos lazos de unión con la familia Bin Laden, y por la manera en que recibió los contratos para participar en la reconstrucción de Irak después de la invasión de este país en el 2003. Políticos de Europa y de los Estados Unidos han hecho acusaciones de amiguismo entre el anterior presidente de EE. UU., George W. Bush, y los administradores de Bechtel.
Durante años, Bechtel ha sido propietaria y operadora de centrales energéticas, refinerías de petróleo, sistemas de gestión del agua, y aeropuertos en muchos países incluyendo el propio EE. UU., Turquía y el Reino Unido. La gran involucración de Bechtel con el negocio del petróleo, la energía y el agua en el extranjero ha hecho que llegue a ser uno de los focos de críticas por los movimientos antiglobalización y de conservación del medio ambiente.

## Historia

### Principios delsigloXX
Bechtel siempre ha funcionado como una compañía de propiedad familiar. Su fundador, Warren A. Bechtel, comenzó como empleado de la floreciente industria del ferrocarril estadounidense en 1898 después de que su proyecto ganadero no prosperara. Durante los siguientes veinte años, consolidó un negocio como contratista de unas dimensiones considerables, centrándose en la construcción de carreteras y en el ferrocarril. Uno de los primeros contratos de Bechtel fue la calificación del depósito de Oroville (California, EE. UU.) para la empresa Western Pacific Railroad.
En 1919, Warren Bechtel y sus socios (incluido su hermano Arthur) construyeron la carretera Klamath en California, y en 1921 los socios consiguieron un contrato para construr los túneles de agua para empresa Caribou Hydroelectric Facility en ese Estado. En 1925 los hijos de Warren A. Bechtel, Warren Jr., Stephen y Ken se unieron a él configurando así la "W.A. Bechtel Company". En 1926, la nueva compañía obtuvo su primer gran contrato, la presa del lago Bowman también en California.

### Años treinta

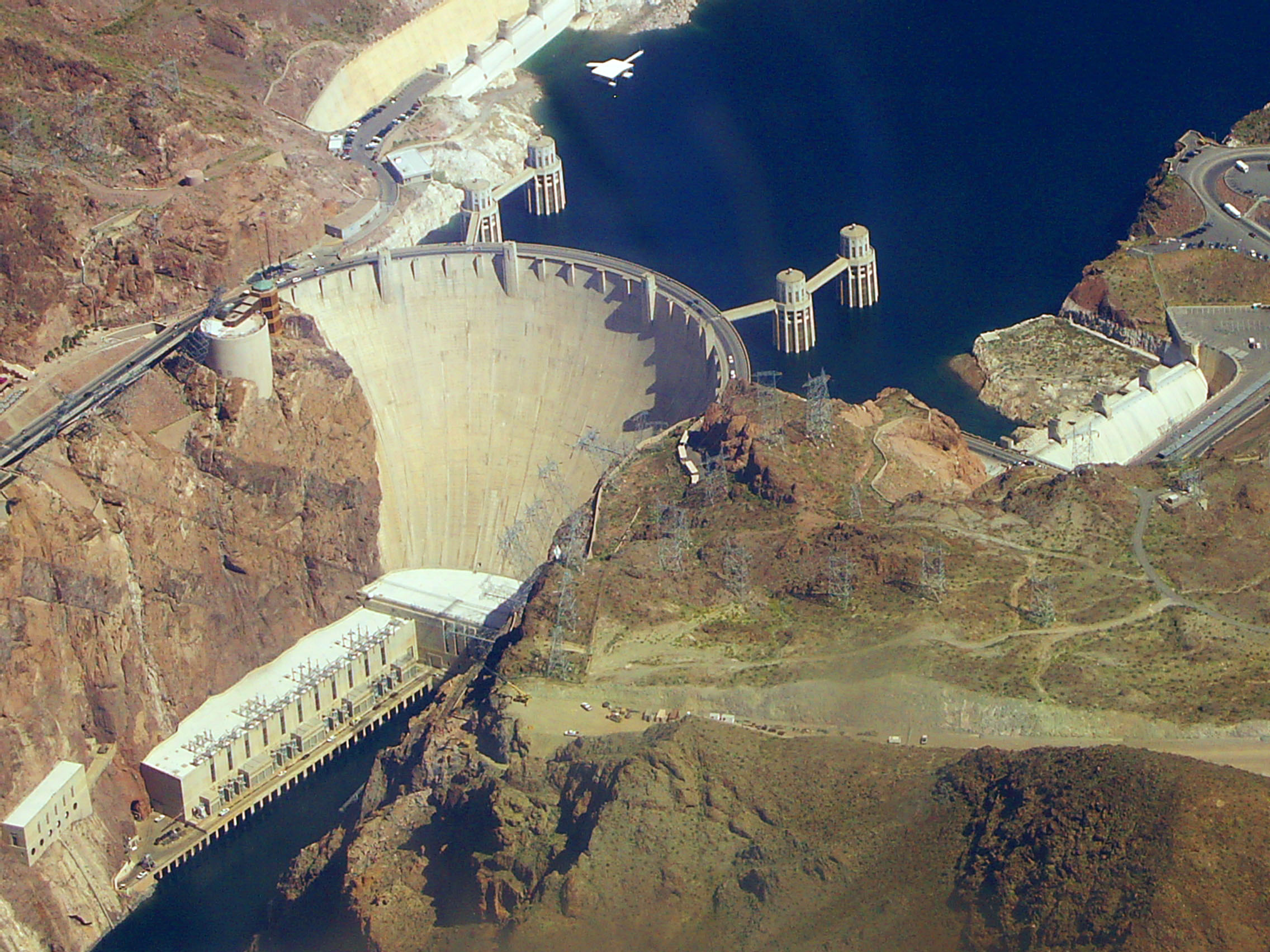
La Presa Hoover es uno de los grandes proyectos realzados por Bechtel.

En 1928, el Congreso de los Estados Unidos aprobó la Ley del Proyecto de la Roca del Cañón, que ordenaba la construcción de una presa hidroeléctrica en el río Colorado. El plan utilizó el nombre de Presa de la Roca, pero después de cierta controversia se utilizó el nombre de Presa Hoover (en honor al presidente Herbert Hoover). La construcción se convirtió en el mayor proyecto de ingeniería civil jamás llevado a cabo en aquella época.
Durante los siguientes dos años diversas empresas compitieron por conseguir contratos para la construcción de presas. Para obtener dichos contratos, la W.A. Bechtel Company se unió a los cinco competidores formando la Corporación Seis Compañías. Estos lazos de unión tenían el único propósito del proyecto de la presa Hoover, y la fuerza de la unión garantizaba que pudieran ofrecer la oferta más baja. El 11 de marzo de 1931, el Departamento de Interior del Gobierno de EE. UU. seleccionó a las Seis Compañías para construir la instalación. El proceso comenzó a finales de 1931 y terminó en 1936, dos años antes de la fecha prevista.
Warren A. Bechtel murió cuando viaja al extranjero en 1933, justo cuando se llevaba a cabo el proyecto Hoover. Su hijo Warren A. Bechtel le sustituyó como presidente de la compañía y siguió en dicha posición hasta que le sucedió su hermano Stephen.
Después de finalizar la obra hidroeléctrica, la popularidad de Bechtel aumentó. Sin embargo, Stephen Bechtel quería que la empresa se convirtiera en algo más que una compañía de construcción. Hizo que W.A. Bechtel Company tomara parte en proyectos de mayor coplejidad y se involucrarra en el mundo del petróleo.
Desde 1933 hasta 1936, Bechtel ayudó en la construcción de los 13 km del puente San Francisco-Bahía de Ockland. En 1937, Bechtel se unió sus fuerzas con la empresa de ingeniería John McCone para formar una nueva firma tanto de ingeniería como de construcción para pasar a llamarse "Bechtel-McCone Company".

### Segunda Guerra Mundial
El 19 de julio de 1940, el presidente Roosevelt firmó la Ley de Expansión Naval en los dos Océanos, que autorizó la construcción de dos enormes flotas a sendos lados Atlántico y Pacífico del país. La Comisión Marítima de Estados Unidos seleccionó a Bechtel para construir un nuevo astillero para la flota del Pacífico. Bechtel constituyó así los Astilleros Marinship Bechtel en Sausalito, California y produjo cientos de barcos de cargamento y de tanques de petróleo para la Marina. La empresa California Shipbuilding Company de John McCone también ganó muchos jugosos contratos para la fabricación de barcos, comenzando a principios de 1941 y continuando con la actividad hasta el final de la Segunda Guerra Mundial
Mientras los EE. UU. construían sus arsenales de guerra, las personas destinadas a planear la estrategia norteamericana para la guerra comenzaron a preocuparse acerca de que pasaría si el bando enemigo llegara a tomar el control de las reservas mundiales de petróleo. La invasión por parte de la fascista Italia de Egipto en septiembre de 1940 casuó una mayor preocupación.
Esta cuestión llegó a tratarse con más profundidad después del ataque de Pearl Harbor por el ejército japonés en diciembre de 1941. Los dirigentes de la campaña militar americana se dieron cuenta de que Japón podría llegar a invadir Alaska y poner en riesgo los campos de petróleo del norte, que habían comenzado a ser una gran fuente de suministro de petróleo para EE. UU. En abril de 1942, la marina del país autorizó la creación de la autopista de Alaska para facilitar el movimiento de tropas y suministros a dicho estado. Poco después de esto se autorizó la creación del gasoducto denominado CANOL.
El contrato para ese gasoducto recayó en Bechtel-Price-Callahan, una asociación de empresas a propuesta de W.A. Bechtel Co. e integrada también por H.C. Price Co. y W.E. Callhan Contruction Co. En junio de 1942, los japoneses invadieron las Islas Aleutianas que están próximas a Alaska, y la construcción se aceleró. Aun así, debido a la pobre planificación de las Fuerzas Armadas y la mala gestión de los contratistas, el proyecto CANOL fracasó totalmente. El gasoducto consumía más petróleo del que producía y los costes para el contribuyente eran enormes. Además, a medida que el tiempo avanzaba, iba quedando claro que los japoneses no poseían los suficientes recursos para invadir Alaska. El gasoducto CANOL fue abandonado después de tan solo once meses en operación.
Durante el periodo inicial de la guerra, a finales de 1940 y principios de 1941, diversos escándalos y denuncias salieron a la luz acusando de especulación en tiempos de guerra y corrupción generalizada a varios contratistas que trabajaban para las FF.AA. En 1941, el Senado de EE. UU. creó el Comité Especial para la Investigación del Programa Nacional de Defensa después de que el senador Harry Truman instara a ello. Este comité, presidido por Truman, investigó durante dos años la corrupción y la malversación de capital en la industria dedicada a la guerra.

### Postguerra
Después de la guerra, W.A. Bechtel Company compró a John McCone su participación en Bechtel-McCone transformándose esta última en la corporación Bechtel Corporation. John McCone llegó a ser el director de la Comisión de Energía Atómica de los EE. UU. y después de la CIA.
En 1947, Bechtel amplió sus actividades relacionadas con los gasoductos de petróleo con la construcción del oleoducto Transarábico en Arabia Saudí. Con 1600 km de longitud, fue el más largo de su tiempo. Además construyó gran parte de las modernas infraestructuras de la época e Arabia Saudí y Kuwait como aeropuertos, puertos marítimos y refinerías de petróleo.
En 1946, el Congreso de EE. UU. autorizó al gobierno a investigar la energía nuclear con la Ley de Energía Atómica de 1946. Esta legislación creó la Comisión de Energía Atómica. Después del famoso discurso del presidente Dwight Eisenhower denominado Átomos para la paz en 1953, la investigación comercial en el área de la energía nuclear fue autorizada.
En 1956 Bechtel obtuvo el derecho a construir el segundo reactor de energía nuclear comercial, el Desden-1 en Illinois. La construcción comenzó en 1957 y la planta fue plenamente operativa en 1960, cuatro años después del primer reactor comercial, Calder Hall en Sellafiel (Inglaterra).
En 1959, un socio de Bechtel llamado Parsons Brinckerhoff-Tudor-Bechtel consiguió el contrato para el sistema Tránsito Rápido del Área de la Bahía de San Francisco (BART por sus siglas en inglés). El sistema, completado en 1972, sirvió como modelo para otros servicios de tránsito similares alrededor del mundo.

### Años sesenta y setenta
Durante esta etapa, Bechtel expandió sus actividades relacionadas con la ingeniería energética. En 1963 inició la construcción de la Estación de Generación Nuclear de San Onofre en California.
En este tiempo la corporación también se diversificó en otras áreas. A finales de los sesenta, Bechtel lanzó su filial de desarrollo, financiamiento e inversión Bechtel, Enterprises Holdings Inc. Esta utilizaba la experiencia de Bechtel, su capital y sus lazos gubernamentales para ayudar a otras compañías a competir por contratos de ingeniería alrededor del globo
En 1972 Bechtel obtuvo un contrato por valor de 13 mil millones de dólares por el proyect hidroeléctrico de la bahía James en Quebec. Éste fue finalizado en 1985 y fue c¡criticado por los movimientos de conservación medioambiental en EE. UU. y Canadá.
En 1976 la compañía obtuvo un contrato para la construcción de la ciudad industrial de Jubail en Arabia Saudí. En 1992, los 930 km cuadrados de la ciudad, la hacían una de las más modernas del país, con una población de 70000 personas. Después del exitoso final del proyecto a finales de los ochenta, el contrato de Bechtel con el gobierno saudí fue ampliado hasta 2007.

### Años ochenta
En 1981 Bechtel construyó la mina Ok Tedi, la más grande de Papúa Nueva Guinea de su tiempo. Fue una proeza de la ingeniería dado que la mina fue construida en uno de los lugares más remotos e inaccesibles de la Tierra. La empresa con mayor participación en la empresa minera, Broken Hill Propietary (actualmente BHP Billiton), se vio rodeado de controversia cuando permitió a la mina tirar los deshechos directamente en el río Ok Tedi después de que una presa construida por Bechtel fuera destruida por deslizamientos de tierra. Se provocó un desastre medioambiental como consecuencia.
En 1981 Bechtel obtuvo participaciones en suficientes en el banco de inversión de Wall Street Dillon, Read & Co. como para tomar control del mismo.
La historia reciente de Bechtel ha venido cargada de contriversia. En 1988, justo después de que Saddam Hussein fuera condenado internacionalmente por el uso de armas químicas contra cientos de kurdos, Bechtel firmó contratos con Irak para construir una planta química. Bechtel nunca completó el proyecto debido al inicio de la primera Guerra del Golfo de 1990.
En 1989, Bechtel reparó el puente de San Francisco-Bahía de Oakland después de que una sección de nueve metros se derrumbara como consecuencia del terremoto Loma Prieta.

### Años noventa
De acuerdo con el Wall Street Journal, Bechtel estableció fuertes relaciones con el líder rebelde Laurent Kabila durante la Primera Guerra del Congo en 1996, reuniendo "los datos más completos sobre la mineorología y geografía del antiguo Zaire jamás reunidos, hubiendo costado una fortuna a cualquier empresa de prospección de petróleo obtenerlos" y pagando a la "NASA para conseguir información por satélite del país así como por mapas infrarrojos sobre su potencial minero". De acuerdo con funcionarios del gobierno, algunos datos por satélite otorgados a Kabila por Bechtel fueron considerados como "información militar útil".

### Actualidad

#### Bolivia
En septiembre de 1999, Bechtel firmó un contrato con Hugo Banzer, presidente electo y antiguo dictador de Bolivia, para privatizar el servicio de suministro de agua a la tercera más grande ciudad boliviana, Cochabamba. El contrato fue oficialmente conseguido por una empresa denominada Aguas del Tunari, un consorcio empresarial en el que Bechtel participaba al 27,5 por ciento. Poco después, afloraron quejas sobre el aumento de las tarifas del agua. Las mismas se habían elevado sobre un 50 por ciento. Todas estas acciones culminaron en las denominadas protestas de la Guerra del Agua de 2000. Muchos tuvieron que retirar a sus hijos del servicio escolar y dejar de visitar médicos como consecuencia de los precios del agua. Se declaró la ley marcial, la policía boliviana mató al menos a seis personas e hirió a 170 protestantes. En medio del colapso de la economía nacional y el aumento de los disturios sobre el estado de la misma, el gobierno de Bolivia finalizó el contrato de aguas.
En 2001, Bechtel inició un proceso legal contra el gobierno de Bolivia, citando daños por valor de 25 millones de dólares. Bechtel argumentó que el contrato únicamente le permitía administrar el sistema de aguas, que era un servicio deteriorado y que el gobierno local subió los precios del agua. La continua batalla legal atrajo la atención de los movimientos anticapitalista y anticorrupción. Este tema es tratado en el documental realizado en 2003 La Corporación (o The Corporation en su original anglosajón) y en la propia página web de Bechtel. En enero de 2006, Bechtel y otros socios internacionales retiraron la demanda contra el gobierno boliviano después de intensas protestas.

#### Arabia Saudí
En 2002, Bechtel finalizó el trabajo en el Kingdom Centre en Riad, Arabia Saudí. El Kingdom Centre cuenta con un centro comercial, un hotel, apartamentos, y lo más importante, la torre Kingdom que mide 302 m y es la más alta de Arabia Saudí y la número 25 mundialmente. El coste total del proyecto fue de 1717 mil millones de riales. Es propiedad de Alwaleed bin Talal bin Abdulaziz Al Saud.

## Ejecutivos
- Riley P. Bechtel es el consejero delegado de Bechtel. Con unos ingresos netos de 3,2 mil millones de dólares, es la quinquagésima persona más rica de E.UU. y ocupa el puesto ciento veintisiete en la escala mundial. En febrero de 2003, fue designado por el presidente norteamericano George W. Bush para el Consejo de Exportaciones, que asesora al presidente sobre asuntos de relacionados con el comercio internacional. Ocupó el puesto durante un año.
- Caspar Weinberger fue secretario de Estado de los Estados Unidos durante la administración Reagan. Antes de ocupar esta posición Weinbeger fue vicepresidente, director y consejero general de las empresas del Grupo Bechtel.
- John J. Sheehan es un antiguo Comandante Supremo Aliado de la OTAN, antiguo asesor especial para Asia del Departamento de Defensa de EE. UU. y el antiguo director general de la Unidad de Empresas Químicas para Europa, África, Oriente Medio y Oriente Próximo. Trabajó con Bechtel y fue miembro del Comité Asesor de Política de Defensa de su país.
- Ross J. Connelly es el antiguo consejero delegado de la Corporación de Recursos Energéticos Bechtel (una subsidiaria de Bechtel). Sirvió en la Corporación de Inversiones Privadas de Ultramar para George W. Bush.
- W. Kenneth Davis es un antiguo vicepresidente sénior de Bechtel y fue Secretario del Departamento de Energía en el gobierno estadounidense.

## Involucración medioambiental
El 23 de enero de 1996, el Departamento de Ecología de Washington también multó a la compañía con una cifra de 5000 dólares por violaciones en el tratamiento de desehechos peligrosos.
Bechtel fue multada con 90.000 dólares por violar las leyes relacionadas con la calidad del agua del Estado norteamericano de Nuevo Hampshire. La empresa construyó un gasoducto en 1998 que filtró sedimentos en el agua provocando que se volviera turbia y daños a los habitantes de los humedales.
El 29 de octubre de 2001, la Agencia de Protección Ambiental de los Estados Unidos (EPA por sus siglas en inglés) impuso una multa a Bechtel de 30.383 dólares por no guardar registros sobre los servicios que se realizaban y cuanto refrigerante era añadido a los sistemas de refrigeración en el Laboratorio Nacional de Ingeniería y Medioambiente de Idaho.

## Principales proyectos
- Presa Hoover, completada en 1936.[10]
- Presa hidroeléctrica Bekme en Turquía, completada en 1991.[11]
- Plantas petroquímicas en Irak, completada en 1991.[12]
- Proyecto energético Dabhol. Fase 1, completado en 1992.[13]
- Reconstrucción de Kuwait después de la Guerra del Golfo, completado en 1993.[14]
- Eurotúnel, completado en 1994.[15]
- Aeropuerto Internacional de Hong Kong, completado en 1998.[16]
- Expansión de Tengiz en Kazajistán, completado en 1999.[17]
- Instalación para la eliminación de armas químicas en Anniston (Alabama), completada en 2001.[18]
- Tres plantas de energía de gas natural en Turquía, completadas en 2002.[19]
- Instalación para el almacenaje de material fisionable en Mayak (Rusia), completeda en 2002.[20]
- Proyecto energético de Araucária, Brasil, completado en 2003.[21]
- Ampliación del Aeropuerto Internacional Jorge Chávez en Lima (Perú), completedo en 2005.[22]
- Big Dig de Boston, completado en 2007.[23]
- Reconstrucción de sectores de la autopista croata entre Zagreb y Split, completado en 2008.[24]
- Aeropuerto Internacional de Nuevo Doha, completado en 2009.[25]
- Complejo de seguridad nacional Y-12 para armas nucleares y almacenamiento de uranio enriquecido en Oak Ridge (Tennessee), debería estar completado en 2009.[26]
- Autopista de Transilvania en Rumanía, debería estar completada en 2013.[27]
- Amplación de parte del metro de Washington D. C., debería estar completada en 2016.[28]

## Empresas participadas y subsidiarias
- Aguas del Tunari
- Airport Group International Holdings, LLC
- Alterra Partners
- Alliance Bechtel-Linde
- Alterra Partners (Reino Unido)
- Amey inc
- Arabian Bechtel Corporation
- Bantrel Co. (Calgary)
- BCN Data Systems (Reino Unido)
- Bechtel Babcock and Wilcox Idaho, LLC
- Bechtel Bettis, Inc.
- Bechtel Canada, Inc.
- Bechtel Capital Partners LLC
- Bechtel China, Inc.
- Bechtel CITIC Engineering, Inc. (China)
- Bechtel COSAPI (Perú)
- Bechtel Constructors Corporation
- Bechtel Enterprises Holdings, Inc. (BEn)
- Bechtel Financing Services, LLC
- Power Generation Engineering and Services Co. (PGESCo) (Egipto)
- Bechtel Great Britain Ltd. (Reino Unido)
- Bechtel Infrastructure Corporation (BINFRA)
- Bechtel Jacobs Company LLC
- Bechtel Hanford Inc.
- Bechtel McCone Parsons Corporation
- Bechtel Metodo Telecomunicacoes Ltda. (BMT) (Brasil)
- Bechtel National Inc.
- Bechtel Nevada Corporation
- Bechtel Northern Corporation
- Bechtel Overseas Corporation
- Bechtel/Parsons Brinkerhoff joint venture
- Bechtel Petroleum, Inc. (EE. UU.)
- Bechtel Plant Machinery, Inc.
- Bechtel Power Corp. (EE. UU.)
- Bechtel SAIC LLC
- Bechtel Savannah River, Inc.
- Bechtel-Sigdo Koppers Archivado el 9 de noviembre de 2007 en Wayback Machine. joint venture (Chile)
- Bechtel-Techint Joint Venture
- Becon Construction Company, Inc.
- BPR-Bechtel Archivado el 16 de mayo de 2021 en Wayback Machine.
- Bechtel Telecommunications
- Cimtas Pipe Fab. & Trading Ltd. Co. Bechtel-Enka Insaat ve Sanayi A.S. Joint Venture (Turquía)
- Cliffwood-Blue Moon Joint Venture, Inc.
- Colstrip Energy LP
- Dabhol Power Company (DBC), participada con General Electric y Enron (India)
- Dual Drilling Company
- Eastern Bechtel Co. Ltd.
- EnergyWorks LLC
- The Fremont Group
- Incepta Group PLC
- InterGen (participada con Royal Dutch Shell)
- International Water
- IPSI LLC
- Lawrence Livermore National Security LLC
- Lectrix
- Lima Airport Partners Archivado el 3 de julio de 2017 en Wayback Machine.
- Laboratorio Nacional Los Álamos
- Marathon Oil (Guinea Ecuatorial)
- NetCon Thailand (participada con Lucent)
- Nexant
- NorthGas, Ltd. (participada con Gazprom en Rusia)
- PSG International (partnership with General Electric)
- Saudi Arabian Bechtel Company (Arabia Saudí)
- Sequoia Ventures, Inc.
- Spruce Limited Partnership
- United Infrastructure Company (Chicago) (antes de que Bechtel comprara la participación de sus socio de en 1998)
- Technology Ventures Group
- USGen Power Services, LP